# Martina Sambucini
Martina Sambucini (Marino, 24 luglio 2001) è una modella italiana, vincitrice di Miss Italia 2020.

## Biografia
Nata a Marino e vive a Frascati, sempre in provincia di Roma, dove si è diplomata al liceo linguistico.
Il 13 settembre 2020 vince il titolo di Miss Roma, con cui il 14 dicembre 2020 partecipa, ottenendo la vittoria, alla finale dell'81ª edizione di Miss Italia, dove viene incoronata dall'attore Paolo Conticini e dalla vincitrice dell'edizione 1999 Manila Nazzaro.
Nel 2021 debutta come conduttrice televisiva, presentando assieme a Roberto Onofri su CiborTV, canale digitale per gli italiani all'estero, le trasmissioni Port to Port e Siciliamo - Excellence of Sicily.

## Televisione
- Port to Port (CiborTV, 2021)
- Siciliamo - Excellence of Sicily (CiborTV, 2021)